# Vanchidiplosis vanchii
Vanchidiplosis vanchii är en tvåvingeart som beskrevs av Nayar 1949. Vanchidiplosis vanchii ingår i släktet Vanchidiplosis och familjen gallmyggor. Inga underarter finns listade i Catalogue of Life.